# Председатель Парламента Молдовы
Председатель Парламента Республики Молдова (рум. Președintele Parlamentului Republicii Moldova) — руководитель Парламента Республики Молдова, одна из государственных должностей в Республике Молдова.

## Процедура избрания
Председатель Парламента Республики Молдова выбирается парламентом из числа депутатов не менее 51 голосом.

## Список председателей Парламента
| №  | Портрет                  | Имя                       | Начало полномочий | Окончание полномочий | Политическая партия |
| -- | ------------------------ | ------------------------- | ----------------- | -------------------- | ------------------- |
| 1  |                          | Александр Мошану          | 27 августа 1991   | 2 февраля 1993       | НФМ                 |
| —  |                          | Виктор Пушкаш (и. о.)     | 2 февраля 1993    | 4 февраля 1993       | НФМ                 |
| 2  |                          | Пётр Лучинский            | 4 февраля 1993    | 9 января 1997        | АДПМ                |
| 3  |                          | Дмитрий Моцпан            | 9 января 1997     | 23 апреля 1998       | АДПМ                |
| 4  |                          | Дмитрий Дьяков            | 23 апреля 1998    | 20 марта 2001        | ДПМ                 |
| 5  |                          | Евгения Остапчук          | 20 марта 2001     | 24 марта 2005        | ПКРМ                |
| 6  |                          | Мариан Лупу               | 24 марта 2005     | 5 мая 2009           | ПКРМ                |
| 7  |                          | Владимир Воронин          | 12 мая 2009       | 28 августа 2009      | ПКРМ                |
| 8  |                          | Михай Гимпу               | 28 августа 2009   | 28 декабря 2010      | ЛП                  |
| —  |                          | Владимир Воронин (и. о.)  | 28 декабря 2010   | 30 декабря 2010      | ПКРМ                |
| 9  |                          | Мариан Лупу               | 30 декабря 2010   | 25 апреля 2013       | ДПМ                 |
| —  |                          | Лилиана Палихович (и. о.) | 25 апреля 2013    | 30 мая 2013          | ЛДПМ                |
| 10 |                          | Игорь Корман              | 30 мая 2013       | 29 декабря 2014      | ДПМ                 |
| —  |                          | Эдуард Смирнов (и. о.)    | 29 декабря 2014   | 23 января 2015       | ПСРМ                |
| 11 |                          | Андриан Канду             | 23 января 2015    | 20 марта 2019        | ДПМ                 |
| —  |                          | Эдуард Смирнов (и. о.)    | 21 марта 2019     | 8 июня 2019          | ПСРМ                |
| 12 |                          | Зинаида Гречаный          | 8 июня 2019       | 28 апреля 2021       | ПСРМ                |
| 12 | Зинаида Гречаный (и. о.) | 28 апреля 2021            | 26 июля 2021      |                      | ПСРМ                |
| 13 |                          | Игорь Гросу               | 29 июля 2021      |                      | ПДС                 |